# Grafo regular
Em Teoria dos grafos, um grafo regular é um grafo onde cada vértice tem o mesmo número de adjacências, i.e. cada vértice tem o mesmo grau ou valência. Um grafo direcionado regular também deve satisfazer a condição mais forte de que o grau de entrada e o grau de saída de cada vértice sejam iguais uns aos outros. Um grafo regular com vértices de grau k é chamado um grafo k‑regular ou grafo regular de grau k.
Grafos regulares de grau no máximo 2 são fáceis de classificar: Um grafo 0-regular é composto por vértices desconectados, um grafo 1-regular consiste de arestas desconectadas, e um grafo 2-regular consiste de ciclos desconectados.
Um grafo 3-regular é conhecido como um grafo cúbico.
Um grafo fortemente regular é um grafo regular, onde cada par de vértices adjacentes tem o mesmo número l de vizinhos em comum, e cada par de vértices não-adjacentes tem o mesmo número n de vizinhos em comum. Os menores grafos que são regulares, mas não fortemente regulares são os grafos ciclos e os grafos circulantes em 6 vértices.
O grafo completo {\displaystyle K_{m}} é fortemente regular para qualquer {\displaystyle m}.
Um teorema de Nash-Williams diz que cada k‑grafo regular em 2k + 1 vértices tem um ciclo hamiltoniano.

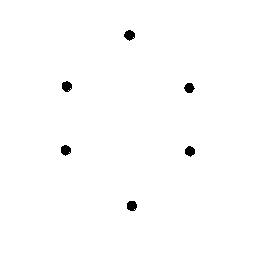
grafo 0-regular
grafo 1-regular
grafo 2-regular
grafo 3-regular

## Propriedades algébricas
Seja A a matriz de adjacência de um grafo. Então, o grafo é regular se e somente se {\displaystyle {\textbf {j}}=(1,\dots ,1)} é um autovetor de A.. Seu autovalor será o grau constante do grafo. Autovetores correspondentes a outros autovalores são ortogonais a {\displaystyle {\textbf {j}}}, assim como para tais autovetores {\displaystyle v=(v_{1},\dots ,v_{n})}, nós temos {\displaystyle \sum _{i=1}^{n}v_{i}=0}.
Um grafo regular de grau k é conectado se e somente se o autovalor k tem uma multiplicidade 1.